# Serrat de l'Àliga (Gaià)
El Serrat de l'Àliga és una muntanya de 527 metres que al municipi de Gaià, a la comarca catalana del Bages.